# تومانیان، ارمنستان
تومانیان (به ارمنی: Թումանյան) شهر کوچکی است در کشور ارمنستان.

## ریشه‌شناسی
این شهر به نام چامه‌سرای ارمنی هوانس تومانیان نام‌گذاری شده. 

## جغرافیا و آب و هوا
این شهر در استان لوری و در کرانهٔ رود دِبِد واقع شده. ۴۸ درصد از جنگل‌های ارمنستان در منطقهٔ تومانیان قرار دارند که تحت ویرانی شدید از سوی چوب‌بری‌های غیرقانونی هستند.

## جمعیت‌شناسی
جمعیت این شهر در سال ۲۰۰۱ برابر بود با ۱۷۰۵ نفر.

## جستارهای وابسته

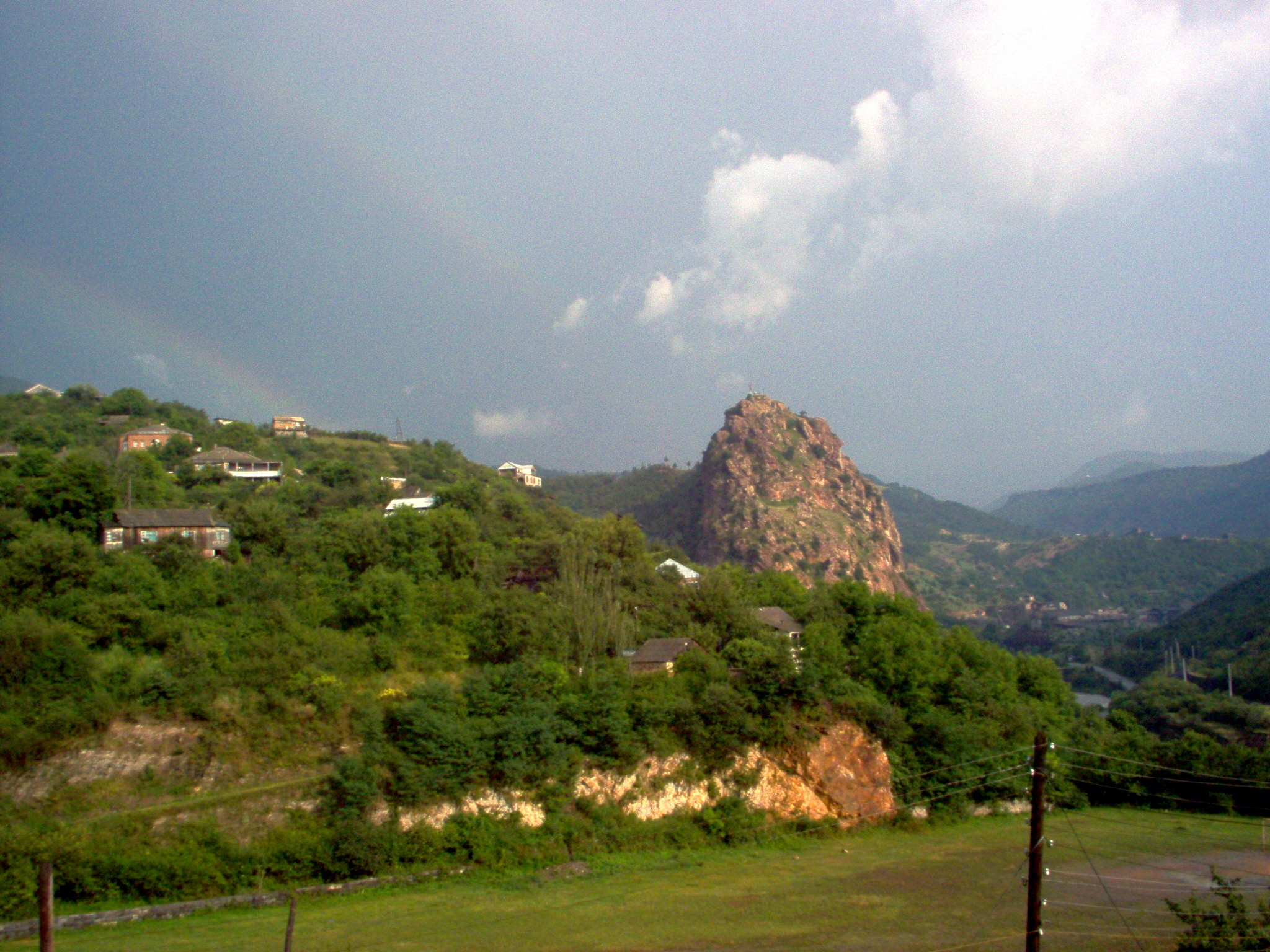
چشم‌اندازی از پیرامون تومانیان